# Parortholitha moerdyki
Parortholitha moerdyki är en fjärilsart som beskrevs av Claude Herbulot 1980. Parortholitha moerdyki ingår i släktet Parortholitha och familjen mätare. Inga underarter finns listade i Catalogue of Life.